# Lovin' Fun
 (décembre 2018).
Lovin' Fun, ou Love in Fun à ses débuts, est une émission de radio française de libre antenne et de prévention, sur l'amour et la sexualité, diffusée d'août 1992 à juin 1998 en début de soirée sur Fun Radio. Relancée sur cette même station à partir du 19 août 2013, elle s’arrêtera finalement 8 ans plus tard, le 1er juillet 2021.

## Historique

### Première version 1992-1998
Lovin'Fun a été lancée le 24 août 1992 par Bruno Witek, directeur des programmes de Fun radio, Benoît Sillard et présentée par Christian Spitz (alias Le Doc) et Difool pour concurrencer Bonsoir la Planète, émission de libre antenne à succès animée par Malher sur Skyrock. Le concept est inspiré de l'émission américaine Loveline.
Fin 1992, chaque diffusion reçoit entre 3 000 et 10 000 appels et est classée première émission du soir avec 300 000 auditeurs quotidiens selon Médiamétrie.
Le 11 mai 1994, un commando d'extrême droite composé d'une trentaine d'individus cagoulés et armés envahit les studios situés Avenue Charles de Gaulle à Neuilly-sur-Seine et prend en otage l'antenne et les membres de l'émission.
Lovin'Fun dont le slogan est « Sexe, Capote et Rock'n'Roll » devient un véritable succès, couplé à une stratégie de programmation orientée pop rock par Hervé Lemaire. Cette alchimie permet à la radio de battre ses records d'audience, avec 8,7 points d'audience au printemps 1994 (contre 9,3 pour NRJ). L'émission se voit même parodiée par le duo Antoine de Caunes-José Garcia sur Canal+. Cette même année, les propos crus tenus à l'antenne par les auditeurs et par Difool, suscitent la colère du Conseil supérieur de l'audiovisuel qui souhaite censurer l'émission en lui interdisant le direct. La réaction des auditeurs ne se fait pas attendre et on assiste même à des manifestations des auditeurs. L'affaire Lovin'Fun devient de plus en plus médiatisée, à tel point que le ministre de la Communication de l'époque (Alain Carignon) intervient auprès du CSA pour régler le problème. Le gouvernement ayant déjà dû affronter quelques semaines auparavant le conflit du CIP, qui a fait descendre des centaines de milliers de jeunes et d'étudiants dans la rue.
En 1995, après le départ d'Hervé Lemaire, la radio subit un net recul d'audience à 6,5 points faute d'un manque de renouveau de Lovin Fun et à un positionnement musical trop rock indépendant[réf. souhaitée]. Après le départ de Difool, l'émission continuera toujours avec un duo d'animateurs au micro. Entre 1996 et 1998, 3 duos se succéderont : le Doc et Jessyca Falour, puis le Doc et Arnold et enfin le Doc et Miguel. L'émission sera retirée de l'antenne le 26 juin 1998.

### Seconde version 2013-2021

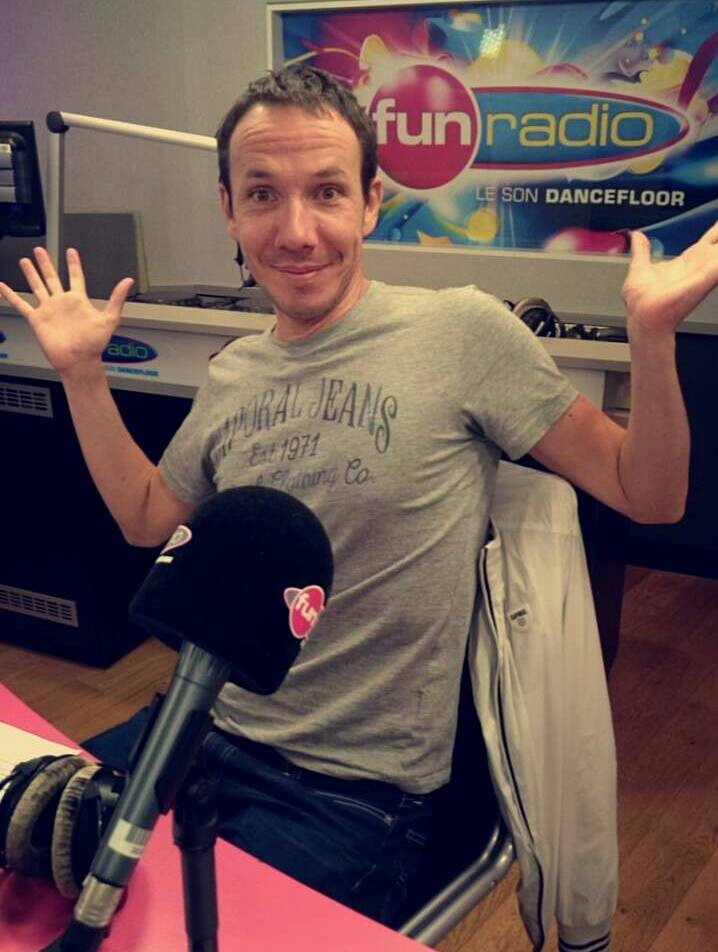
Karel, pendant une émission, en 2015

L'émission a fait son retour à l'antenne de Fun Radio le 19 août 2013 pour remplacer la Libre antenne de Karel. Elle sera diffusée du lundi au jeudi de 20 h à 23 h. Son slogan est "Du sexe, de l'amour et du fun !". Pour présenter cette émission, Fun Radio a décidé de conserver Karel (l'ancien animateur de la libre antenne) avec à ses côtés Karima Charni, animatrice de télévision sur W9 (de 2013 à 2014) , un médecin pour reprendre le concept original. À la production Maxime Torres (ancien réalisateur de Manu à la radio et Camille Combal et son orchestre), à la réalisation Kassim (ancien standardiste de la libre antenne de Karel). Le médecin n'est autre que Christian Spitz, alias Le Doc, qui effectue ainsi son retour sur l'antenne de Fun Radio, 15 ans après l'arrêt de la première version de Lovin'Fun.
Lilou et Ludo, les standardistes de la première saison sont remplacés en 2e saison par Amélie et Guillaume.
Depuis janvier 2015, Karima Charni ne fait plus partie ni des animateurs de l'émission, ni de Fun radio.
Pour la troisième saison 2015-2016, l'émission est raccourcie d'une heure (20 h - 22 h) mais gagne une émission par semaine (le dimanche). Cécile et Rayan rejoignent l'équipe en remplacement d'Amélie et Morgan, qui avait remplacé Guillaume à la mi-saison.
Le 16 juillet 2017, Vinz Kante rejoint Fun Radio pour cinq semaines d'émission de 20h à 22h durant les vacances de Lovin'Fun.
Le 22 juin 2018, le contrat de Christian Spitz arrivant à échéance, le « Doc » de Fun Radio affirme vouloir continuer la radio sur une autre station.
Le 1er juillet 2021, l’émission Lovin'Fun prit fin pour de bon. L’équipe avait annoncé la veille, en début de soirée, que le programme ne serait plus diffusé à l’antenne.
À ce jour, Karel anime désormais une autre émission, sur la plage horaire 12h/16h, étant exclusivement musicale. Quant à Alice Totino, elle continue d’animer le programme La Story d’Alice tous les dimanches entre 21h et minuit.

## Concept de l'émission
Le principe de cette émission, inspiré de l'émission américaine Loveline animée par Dr Drew, est un mélange de divertissement et de réponses aux interrogations des auditeurs majoritairement adolescents sur des thèmes tels que l'amour, la sexualité, la drogue, le suicide, la psychopathologie de l'adolescence, le racisme, la violence, l'écoute active des auditeurs. C'est souvent une alternance de sujets graves et légers, voire de franche rigolade.
L'émission est présentée par au moins deux personnes complémentaires ; un animateur de radio et un membre du corps médical. Le rôle de l'animateur est de converser librement avec l'auditeur en utilisant le même langage que lui. Le langage du docteur quant à lui est différent de ce dernier, plus mature et sérieux.

## Identité visuelle

Logo de l'émission de la saison 6 à la saison 7
Logo de l'émission de la saison 7 à la saison 11
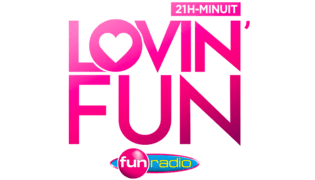
Logo de l'émission de la saison 13 à la saison 14.

## Équipe
- La story d'Alice (21h-22h) :
  - Animateurs : Alice, Dodo et Justin.
- Émission principale (22h-minuit) :
  - Animateurs : Karel, Alice et Doc Pavageau.
  - Standardistes : Dodo.

### Historique
L'émission des années 1990 est animée durant quatre saisons par Difool et « le Doc » (Christian Spitz, pédiatre à destination d'un public adolescent). Dans l’ombre de l’émission, travaillaient de nombreux assistants ou standardistes, parmi lesquels Zuméo, Elsa Fayer ou Maurad, qui ont désormais acquis une certaine notoriété à travers leurs propres émissions de télévision ou de radio.
Karel, Karima Charni, Le Doc : depuis 2014
Le Doc et Karel : depuis 2015 (Karima Charni ayant quitté l'émission pour raisons personnelles,. Elle déclarera en 2021 que ça a été « une expérience compliquée » qui a entraînée une dépression,).
En juin 2018, à la fin de la saison 11, Le Doc annonce quitter l'émission ainsi que Fun Radio car celui-ci dresse un bilan très négatif de la nouvelle version de l'émission, affirmant être content de partir. Il sera remplacé une semaine plus tard par Wilfrid Pavageau, médecin sexologue.

### Animation
L'émission s’est terminée avec sa 14ème saison. Elle a connu deux versions :
- Première version
  - 1992 - 1993 (Saison 1)
  - 1993 - 1994 (Saison 2)
  - 1994 - 1995 (Saison 3)
  - 1995 - 1996 (Saison 4)
  - 1996 - 1997 (Saison 5)
  - 1997 - 1998 (Saison 6)
- Deuxième version 
  - 2013 - 2014 (Saison 7)
  - 2014 - 2015 (Saison 8)
  - 2015 - 2016 (Saison 9)
  - 2016 - 2017 (Saison 10)
  - 2017 - 2018 (Saison 11)
  - 2018 - 2019 (Saison 12)
  - 2019 - 2020 (Saison 13)
  - 2020 - 2021 (Saison 14)

L'animation a toujours été mis en œuvre par deux ou trois coanimateurs, dont « le Doc » : 
- Difool et Christian Spitz dit « Le Doc » (saison 1 à 4)
- Arnold, « Le Doc » et Jessyca Falour (saison 5)
- Arnold et « Le Doc » (saison 6)
- Miguel Derennes et « Le Doc » (saison 6)
- Karel, « Le Doc », et Karima (de la saison 7 à la saison 8)
- Karel, « Le Doc », et Alice (de la saison 8 à la saison 11)
- Karel, Wilfrid Pavageau dit « Doc Pavageau », et Alice (depuis la saison 12)

### Bilan
- Karel (2013-2021)
- Le Doc (Christian Spitz) (1992-2018)
- Karima (Karima Charni) (2013-2015)
- Alice (Alice Totino) (2015-2021)
- Maxime le producteur (Maxime Torres) (2013-2016 / puis 2020-2021)
- Kassim (Kassim Leghbali) (2016-2019)
- Doc Pavageau (Wilfrid Pavageau) (2018-2021)
- Justin (Justin Clamart) (2019-2021)
- Coco (Corentin Perrin) (2017-2020)
- Dodo (Jeremy Berardi) (2019-2021)

## Produits dérivés
- Doc et Difool, le jeu de l'émission Love in Fun : jeu de société.

## Sources, notes et références
- Émission relancée en 2013[11],[12],[13],[14],[15],[16]
- Retour du Doc[11],[12],[13],[16]
- Nouveaux animateurs[12],[13],[15],[16]
- Nouveaux horaires[13],[16]

1. ↑  « Difool, l'homme-radio de Skyrock », sur Radio France, 31 mai 2021 (consulté le 12 juillet 2022)
2. ↑  « Société : FM Fréquence sexe », Le Point, no 1056,‎ 12-18 décembre 1992, p. 16
3. ↑  « Fun Radio passe en mode "Summertime" », sur www.lalettre.pro, 17 juillet 2017 (consulté le 31 juillet 2017).
4. ↑  
« "Lovin'Fun" (Fun Radio) : imbroglio autour du départ du "Doc" », sur www.ozap.com, 22 juin 2018 (consulté le 22 juin 2018).
5. ↑  « Fun Radio : Karima Charni quitte l'animation du Lovin'Fun », sur programme-tv.net, 13 janvier 2015
6. ↑  Kévin Boucher, « Fun Radio : Karima Charni quitte "Lovin' Fun" », sur ozap.com, 13 janvier 2015
7. ↑  Damien Mercereau, « Karima Charni révèle avoir été victime de harcèlement chez Fun Radio », sur tvmag.lefigaro.fr, 20 janvier 2021 (consulté le 31 août 2022).
8. ↑  Ophélie Haire, « Karima Charni revient sur son expérience en radio : "L'ambiance était affreuse, j'ai fait une dépression" », sur programme-tv.net, 25 septembre 2020 (consulté le 31 août 2022).
9. ↑  BFMTV, « Lovin’Fun: Christian Spitz, alias Le Doc, claque la porte de Fun Radio », sur BFMTV (consulté le 24 juin 2018)
10. ↑  « Fun Radio : Wilfrid Pavageau, nouveau "Doc" de "Lovin'Fun" », ozap.com,‎ 26 août 2018 (lire en ligne, consulté le 4 septembre 2018)
11. 1 2  « "Lovin’ Fun" revient, sans Difool mais avec Le Doc », sur marieclaire.fr, 2013
12. 1 2 3  Alice Moreno, « Quoi de neuf Doc ? », sur lemonde.fr, 31 octobre 2013
13. 1 2 3 4  « Fun Radio : Le Doc de retour ce lundi soir dans Lovin' Fun ! », sur programme-tv.net, 19 août 2013
14. ↑  « «Le Doc», de retour sur Fun Radio », sur www.20minutes.fr, 19 août 2013 (consulté le 6 octobre 2024)
15. 1 2  Charlène Salomé, « Lovin'Fun : l'émission culte des 90's de retour sur Fun Radio avec Karel et Karima Charni », sur purebreak.com, 10 juillet 2017
16. 1 2 3 4  Sophie Gindensperger, « Le Doc reprend langue », sur liberation.fr, 6 octobre 2013